# 신 아스카
신 아스카(영어: Shinn Asuka, 일본어: シン・アスカ)는 TV 애니메이션 《기동전사 건담 SEED DESTINY》 및 관련 작품에 등장하는 가공의 인물로, 이 작품의 주인공이다. 성우는 스즈무라 켄이치가 담당하였다.

## 캐릭터 개요
애니메이션 작품 《기동전사 건담 SEED DESTINY》 제1화부터 등장한다. 또한 《기동전사 건담 SEED》 시리즈 및 건담 시리즈 등 각종 미디어 믹스에도 등장한다.
《기동전사 건담 SEED DESTINY》의 감독인 후쿠다 미츠오는 인터뷰에서 신 아스카라는 캐릭터는 키라 야마토와 아스란 자라와 비교하여 시청자에게 있는 그대로의 소년으로 비춰질 수 있도록 그렸다고 말했다. 또한 작품 내에서 신은 자신의 가치관이 성립하기 전에 정보에 노출되어, 편안한 것 외에는 볼 수 없게 되는 것의 무서움을 그렸다고 밝혔다. 후쿠다는 다른 인터뷰에서 "신은 키라와 아스란에 비해 자신의 생각을 분명하게 말하는 장면이 많았다"는 질문에 대해 "신은 앞뒤나 상황, 주위를 생각하지 않고 자신의 의견을 말하는 인간이며, 키라나 아스란과 생각은 같아도 아이로 묘사했기 때문"이라고 말했다. 또한 초기안에는 쥰이라는 이름의 후보도 있었다고 한다.
이 작품에서 시리즈 구성을 담당한 모로사와 치아키는 인터뷰에서 "신은 자신을 긍정하는 인간을 따라 버리는, TV나 인터넷의 정보가 범람하는 시대에 그 받아들이는 방법을 모르는 아이로 그려졌다. 그러한 원인은 순수한 성격 때문"이라고 설명했다. 또한 모로사와는 "저는 신을 좋아하고, 귀엽고 귀여워서 어쩔 수 없었어요"라고 발언했다.

## 같이 보기
- 기동전사 건담 SEED DESTINY